# Benjamin Orr (Politiker)
Benjamin Orr (* 1. Dezember 1772 in Bedford, Hillsborough County, New Hampshire Colony; † 3. September 1828 in Brunswick, Maine) war ein US-amerikanischer Politiker. Zwischen 1817 und 1819 vertrat er den Bundesstaat Massachusetts im US-Repräsentantenhaus.

## Werdegang
Benjamin Orr eignete sich das notwendige Grundschulwissen selbst an; danach absolvierte er eine Lehre als Zimmermann. Außerdem betätigte er sich zwischenzeitlich als Lehrer. Bis 1798 studierte er am Dartmouth College in Hanover. Nach einem Jurastudium und seiner 1801 erfolgten Zulassung als Rechtsanwalt begann er in Brunswick in diesem Beruf zu arbeiten. Noch im gleichen Jahr verlegte er seinen Wohnsitz und seine Kanzlei nach Topsham, ebenfalls im damaligen Maine-Distrikt des Staates Massachusetts. Orr war auch Vorstandsmitglied am Bowdoin College. Von 1814 bis 1828 fungierte er als Kurator dieser Schule. In den Jahren 1815 und 1816 war er auch für die Finanzen des Bowdoin College verantwortlich.
Politisch war Orr Mitglied der Föderalistischen Partei. Bei den Kongresswahlen des Jahres 1816 wurde er im 16. Wahlbezirk von Massachusetts in das US-Repräsentantenhaus in Washington, D.C. gewählt, wo er am 4. März 1817 die Nachfolge von Benjamin Brown antrat. Da er im Jahr 1818 auf eine erneute Kandidatur verzichtete, konnte er bis zum 3. März 1819 nur eine Legislaturperiode im Kongress absolvieren.
Nach dem Ende seiner Zeit im US-Repräsentantenhaus praktizierte Benjamin Orr wieder als Anwalt. Seit 1822 lebte er wieder in Brunswick, wo er am 3. September 1828 starb.